# Очеретянка маркізька
Очеретянка маркізька (Acrocephalus mendanae) — вид співочих птахів з родини очеретянкових (Acrocephalidae).

## Поширення
Вид поширений на півдні Маркізьких островів (Французька Полінезія). Населяє низинні насадження, сухі чагарникові схили, сади, села до висоти 1070 м.

## Назва
Вид названо на честь Альваро Менданьї де Нейри, «першовідкривача» Маркізьких островів.

## Спосіб життя
Раціон складається в основному з комах, включаючи бабок, двокрилих, коників , жуків і павукоподібних, дрібних ящірок, наземних равликів, а також насіння і плодів рослин, які видобуваються між листям і на землі.
Певного періоду розмноження немає, зайняті гнізда можна знайти цілий рік. Порівняно часто можна спостерігати допомогу при розмноженні. Гніздо являє собою міцну оболонку з листя, шматочків лубу, трави, кокосових волокон і павутини, підвішених на розвилці гілок на висоті від 1 до 25 м. Кладка складається з 3-4 яєць. Пташенят годують обидва батьки.

## Підвиди
Включає чотири підвиди:
- A. m. dido (Murphy & Mathews, 1928) — острів Уа-Поу;
- A. m. mendanae Tristram, 1883 — о. Хіва-Оа та о. Тагуата;
- A. m. consobrina (Murphy & Mathews, 1928) — о. Моготані;
- A. m. fatuhivae (Murphy & Mathews, 1928) — о. Фату-Хіва.